# Jahres-Ausdauerweltrekord (Radsport)
Der Jahres-Ausdauerweltrekord wurde 1911 von der englischen Radsportzeitschrift Cycling Weekly ausgeschrieben. Ausgezeichnet werden sollte der Radfahrer, der in einem Jahr die längste Strecke mit dem Fahrrad zurückgelegt habe. Erster Rekordhalter war 1911 der Franzose Marcel Planes, der in einem Jahr 34.666 Meilen (55.790 Kilometer) zurücklegte. Am längsten innehatte diesen Rekord der Engländer Tommy Godwin. Erst nach 77 Jahren wurde der Rekord im Jahre 2016 von dem Amerikaner Kurt Searvogel, der sich fast zeitgleich im Wettstreit mit dem Engländer Steven Abraham befand, verbessert. Schon ein Jahr später verlor Searvogel diesen Rekord wieder an die durch ihn persönlich ermutigte Begleiterin Amanda Coker, die 86.573 mi (139.326 km) zurücklegte.
| Jahr | Fahrer          | Land                   | Distanz                |
| ---- | --------------- | ---------------------- | ---------------------- |
| 1911 | Marcel Planes   | Frankreich             | 34.666 mi (55.790 km)  |
| 1932 | Arthur Humbles  | Vereinigtes Königreich | 36.007 mi (57.948 km)  |
| 1933 | Ossie Nicholson | Australien             | 43.966 mi (70.756 km)  |
| 1936 | Walter Greaves  | Vereinigtes Königreich | 45,383 mi (73.037 km)  |
| 1937 | Bernard Bennett | Vereinigtes Königreich | 45.801 mi (73.710 km)  |
| 1937 | René Menzies    | Frankreich             | 61.561 mi (99.073 km)  |
| 1937 | Ossie Nicholson | Australien             | 62.657 mi (100.837 km) |
| 1939 | Bernard Bennett | Vereinigtes Königreich | 65.127 mi (104.812 km) |
| 1939 | Tommy Godwin    | Vereinigtes Königreich | 75.065 mi (120.805 km) |
| 2016 | Kurt Searvogel  | Vereinigte Staaten     | 76.076 mi (122.432 km) |
| 2017 | Amanda Coker    | Vereinigte Staaten     | 86.573 mi (139.326 km) |

Von der Rekordfahrt von Tommy Godwin ist bekannt, dass er einen versiegelten Meilenzähler am Fahrrad hatte. Er musste seine täglichen Fahrten schriftlich dokumentieren und diese Aufzeichnungen von Zeugen unterschreiben lassen. Zudem wurden an bestimmten Punkten Schiedsrichter postiert, die kontrollierten, ob er auch tatsächlich dort vorbeikam.
1972 machte der englische Radsportler Ken Webb einen erneuten Rekordversuch und gab an, er sei 80.647 Meilen in einem Jahr gefahren. Der Rekord wurde damals ins Guinness Buch der Rekorde aufgenommen, aber nach einem Jahr wieder gelöscht, da es Zweifel an Webbs Angaben gab. Seitdem wurde der Rekord nicht mehr vom Book of Records ausgeschrieben, da er zu „gefährlich“ sei.
1937 stellte die englische Radsportlerin Billie Fleming einen Jahresausdauer-Weltrekord für Frauen über 47.642,5 Kilometer (=  29.603,7 Meilen) auf, der immer noch Bestand hat (Stand 2015).
Im Jahr 2016 durchbrach der US-Amerikaner Kurt Searvogel die Marke von Tommy Godwin, mit neuester Technik und der Hilfe seiner Frau. Auch wurde er von anderen Radfahrern zeitweise begleitet. Das Windschattenfahren ist dabei erlaubt. Am 4. Januar 2016 egalisierte er die 120.805 Kilometer von Godwin vor Ablauf des Jahres, um anschließend einen neuen Rekord über 122.432 Kilometer aufzustellen. Sein neun Tage vor ihm gestarteter englischer Konkurrent Steven Abraham musste seinen ersten Rekordversuch nach einem Unfall abbrechen.
Auch Amanda Coker begleitete Kurt Searvogel zeitweise und wurde von ihm ermutigt, den Rekord der Frauen anzugreifen. Doch diese wiederum pulverisierte Searvogels Rekord bereits 326 Tage nach ihrem Start am 15. Mai 2016 und erhöhte ihn nach 365 Tagen am 14. Mai 2017 auf 86.573 Meilen (= 139.326 km). Da sie seit einem Unfall 2011 unter Panikattacken litt, fuhr sie die meiste Zeit auf einer elf Kilometer langen Runde im Flatwoods Park in Tampa Bay. Sie setzte danach ihre täglichen Fahrten fort, um auch die 77 Jahre alte 100.000 Meilen Bestzeit von Tommy Godwin anzugreifen. Am 11. Juli 2017 erreichte sie auch diese Marke und verbesserte damit den Rekord von 500 auf 423 Tage.